# إميل نانو
إميل نانو (بالرومانية: Emil Nanu)‏ هو لاعب كرة قدم روماني في مركز الهجوم، ولد في 17 أكتوبر 1981 في تولتشيا في رومانيا. لعب مع نادي فارول كونستانتسا.

## وصلات خارجية
- إميل نانو على موقع قاعدة بيانات كرة القدم.إي يو (الإنجليزية)
- إميل نانو على موقع Soccerway.com (الإنجليزية)